# Meridià 155 a l'est
El meridià 155 a l'est de Greenwich és una línia de longitud que s'estén des del pol Nord travessant l'oceà Àrtic, Àsia, Oceania l'oceà Índic, l'oceà Antàrtic, Austràlia i l'Antàrtida fins al pol Sud.
El meridià 155 a l'est forma un cercle màxim amb el meridià 25 a l'oest. Com tots els altres meridians, la seva longitud correspon a una semicircumferència terrestre, uns 20.003,932 km. Al nivell de l'Equador, és a una distància del meridià de Greenwich de 17.254 km.

## De Pol a Pol
Començant en el pol Nord i dirigint-se cap al pol Sud, aquest meridià travessa:
| Coordenades                               | País, territori o mar   | Notes |
| ----------------------------------------- | ----------------------- | --- |
| 90° 0′ N, 155° 0′ E / 90.000°N,155.000°E  | Oceà Àrtic              | |
| 77° 2′ N, 155° 0′ E / 77.033°N,155.000°E  | Mar de Sibèria Oriental | |
| 71° 1′ N, 155° 0′ E / 71.017°N,155.000°E  | Rússia                  | Sakhà Óblast de Magadan — des de 66° 7′ N, 155° 0′ E / 66.117°N,155.000°E |
| 59° 4′ N, 155° 0′ E / 59.067°N,155.000°E  | Mar d'Okhotsk           | Golf de Xélikhov |
| 59° 26′ N, 155° 0′ E / 59.433°N,155.000°E | Rússia                  | Óblast de Magadan |
| 59° 10′ N, 155° 0′ E / 59.167°N,155.000°E | Mar d'Okhotsk           | |
| 50° 12′ N, 155° 0′ E / 50.200°N,155.000°E | Rússia                  | Óblast de Sakhalín — Illa Antsiferov, Illes Kurils |
| 50° 11′ N, 155° 0′ E / 50.183°N,155.000°E | Oceà Pacífic            | Passa a l'est de l'illa d'Onekotan, óblast de Sakhalín, Rússia (a 49° 37′ N, 154° 54′ E / 49.617°N,154.900°E) · Passa a l'oest de l'atol d'Oroluk, Micronèsia (a 7° 33′ N, 154° 54′ E / 7.550°N,154.900°E) · Passa a l'est de l'atol de Nukuoro, Micronèsia (a 3° 50′ N, 154° 58′ E / 3.833°N,154.967°E) · Passa a l'est de l'atol de Kapingamarangi, Micronèsia (a 1° 4′ N, 154° 49′ E / 1.067°N,154.817°E) · Passa a l'est de les illes de Nuguria, Papua Nova Guinea (a 3° 26′ S, 154° 45′ E / 3.433°S,154.750°E) |
| 5° 32′ S, 155° 0′ E / 5.533°S,155.000°E   | Papua Nova Guinea       | Illa de Bougainville |
| 6° 13′ S, 155° 0′ E / 6.217°S,155.000°E   | Mar de Salomó           | |
| 11° 45′ S, 155° 0′ E / 11.750°S,155.000°E | Mar del Corall          | Passa a través de les Illes del Mar del Corall Austràlia |
| 29° 59′ S, 155° 0′ E / 29.983°S,155.000°E | Oceà Pacífic            | |
| 60° 0′ S, 155° 0′ E / 60.000°S,155.000°E  | Oceà Antàrtic           | |
| 68° 46′ S, 155° 0′ E / 68.767°S,155.000°E | Antàrtida               | Territori Antàrtic Australià, reclamat per Austràlia |